# Dream
Dream war eine US-amerikanische Girlgroup, die 1998 nach einem Casting in Los Angeles gegründet wurde.

## Bandgeschichte
Dream war die erste Pop-/R’n’B-Gruppe, die von Puff Daddy bei seiner Firma Bad Boy Records unter Vertrag genommen wurde. Die erste Single He Loves U Not erreichte Platz zwei der US-Billboard-Charts und machte die vier Sängerinnen bekannt.
Ihr erstes Album It Was All a Dream ist eine Mischung aus Hip-Hop, R’n’B und Pop. Namhafte Produzenten (u. a. Mario Winans) arbeiteten an dem Album mit. Das Album wurde ebenfalls in Japan veröffentlicht.
Ihre zweite Single This Is Me belegte in den USA Platz 39 der Charts. In Deutschland wurde sie nicht veröffentlicht. Nach einer vom Management verordneten Änderung in der Besetzung und im Image löste sich die Band im Sommer 2003 auf.

## Bandmitglieder
- Holly Blake Arnstein (* 3. August 1985)
- Ashley Nicole Poole (* 10. Mai 1985)
- Melissa Amber Schuman (* 24. August 1984)
- Alex Chester (* 28. Dezember 1984)
- Diana Ortiz (* 23. September 1985)
- Kasey Sheridan (* 28. Dezember 1986)

## Diskografie

### Studioalben
| Jahr | Titel              | Höchstplatzierung, Gesamtwochen, AuszeichnungChartsChartplatzierungen (Jahr, Titel, Platzierungen, Wochen, Auszeichnungen, Anmerkungen) | Anmerkungen                           |
| Jahr | Titel              | US | Anmerkungen                           |
| ---- | ------------------ | --- | ------------------------------------- |
| 2001 | It Was All a Dream | US6 Platin · (34 Wo.)US | Erstveröffentlichung: 23. Januar 2001 |
| 2003 | Reality            | — | Erstveröffentlichung: 2003            |

### Singles
| Jahr | Titel Album                       | Höchstplatzierung, Gesamtwochen, AuszeichnungChartplatzierungen (Jahr, Titel, Album, Platzierungen, Wochen, Auszeichnungen, Anmerkungen) | Höchstplatzierung, Gesamtwochen, AuszeichnungChartplatzierungen (Jahr, Titel, Album, Platzierungen, Wochen, Auszeichnungen, Anmerkungen) | Höchstplatzierung, Gesamtwochen, AuszeichnungChartplatzierungen (Jahr, Titel, Album, Platzierungen, Wochen, Auszeichnungen, Anmerkungen) | Anmerkungen                             |
| Jahr | Titel Album                       | DE | UK | US | Anmerkungen                             |
| ---- | --------------------------------- | --- | --- | --- | --------------------------------------- |
| 2000 | He Loves U Not It Was All a Dream | DE91 (6 Wo.)DE | UK17 (7 Wo.)UK | US2 Gold · (28 Wo.)US | Erstveröffentlichung: 5. September 2000 |
| 2001 | This Is Me It Was All a Dream     | — | — | US39 (20 Wo.)US | Erstveröffentlichung: 1. Mai 2001       |

Weitere Singles
- 2003: Crazy
- 2016: I Believe